# 76-мм дивізійна гармата зразка 1942 року (ЗІС-3)

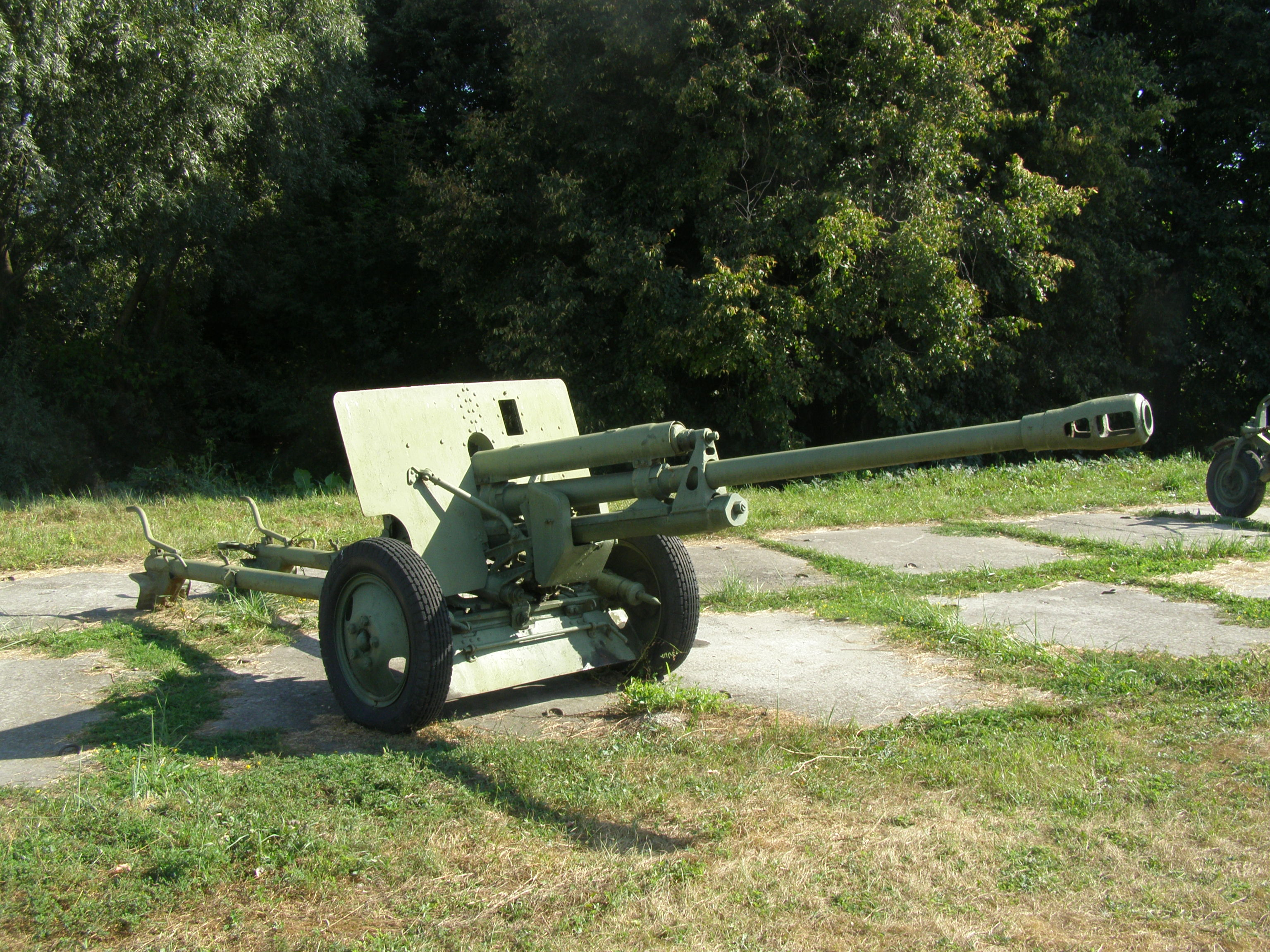
ЗІС-2 на Меморіальному кургані Слави у Переяславі

ЗІС-3 — 76-мм дивізіонна гармата. Головний конструктор — В. М. Грабін. Розробку гармати було розпочато в травні 1941 року. Прийнята на озброєння 12 лютого 1942 року з офіційною назвою «76-мм дивізіонна гармата зразка 1942 р.» і надходила в армію в декількох модифікаціях. ЗІС-3 — перша у світі гармата, що збиралася на конвеєрі і наймасовіша гармата німецько-радянської війни — усього в період з 1942 по 1945 було випущено 103 тисяч одиниць. Одержала неофіційну назву «Зброя Перемоги». За деякими відомостями, дотепер є на озброєнні у ряді країн.
Створена як дивізіонна гармата, вона могла ефективно використовуватися тільки як протитанкова гармата (при цьому поступаючись 57-мм протитанковій гарматі ЗІС-2) і для ураження супротивника на відкритій місцевості (поступаючись практично будь-який гаубиці того часу).

## Тактико-технічні характеристики
- Калібр : 76,2 мм
- Дулова швидкість снаряда: 680 м/с
- Максимальний кут узвишшя : 37 градусів
- Мінімальний кут відмінювання[уточнити]: −2 градуси
- Кут горизонтального обстрілу: 54 градуса
- Маса в бойовому положенні : 1200 кг
- Маса в похідному положенні : 1850 кг
- Швидкість вогню: до 25 пострілів на хвилину
- Максимальна дистанція стрілянини: 13290 м
- Максимальна дистанція прямого вогню: 820 м
- Бронепробивність: 70 мм гомогенної броні середньої твердості на 500 м по нормалі каліберним бронебійним снарядом
- Маса снаряда: від 3,02 до 6,5 кг
- Обслуга, чол.: 4 (командир, навідник, заряджаючий, підношувач снарядів)
- Номенклатура боєприпасів: осколково-фугасний ОФ-350, бронебійний каліберний БР-350, бронебійний підкаліберний БР-350П, кумулятивний БП-350, шрапнель, димовий, запальний і ін.